# Feria y Fiestas de San Bartolomé (Martos)
La Feria y Fiestas de San Bartolomé es la fiesta grande de Martos, en la provincia de Jaén (España). Generalmente se suele celebrar del 23 al 27 de agosto de cada año, aunque es variable dependiendo del día de la semana en que caiga la festividad de San Bartolomé. Actualmente se lleva a cabo en el recinto ferial de la localidad, ubicado en pleno casco urbano.

## Actividades
Es posible destacar la realización de una gran variedad de actividades durante los días de preferia y de feria como los siguientes.

### Preferia
- Actividades deportivas como torneos de fútbol, fútbol sala, baloncesto, Kin-Ball o la Carrera Popular de San Bartolomé, entre otros.
- Actividades culturales como las llevadas a cabo por la Asociación cultural Vértigo como Vértigo Estival, se trata de un Festival de música alternativa muy importante en Andalucía oriental.[1]
- Actuaciones de cine, música y teatro como proyecciones de películas y obras de teatro en el Teatro Maestro Álvarez Alonso o  conciertos musicales en el auditorio municipal como la Noche Flamenca.
- Presentación de la Revista Aldaba en su edición de agosto.
- Pregón de la feria llevado a cabo por el Hijo Predilecto del año y coronación de la Reina de las fiestas y sus damas.

### Feria
- Pasacalles y cabalgata, espectáculo Piromusical y encendido oficial de la portada de la Feria.
- Actuaciones festivas, en las distintas casetas y musicales como conciertos.
- Feria de día en el recinto ferial y Avda Pierre Cibié y feria del ganado, ubicada en el rosalejo.
- Numerosos festejos taurinos como las corridas de toros o el tradicional torillo del aguardiente.

## Pregoneros
| Año  | Pregonero                       |
| ---- | ------------------------------- |
| 1996 | Antonio Domínguez Jiménez       |
| 1997 | Antonio Huesa López             |
| 1998 | Antonio López Pulido            |
| 1999 | Mª Victoria de la Torre Peinado |
| 2000 | Manuel Valdivia Ureña           |
| 2001 | Antonio Zarzuelo Zurita         |
| 2002 | Félix Casellas Huertas          |
| 2003 | Antonio Hernández Centeno       |
| 2004 | Ramón López López               |
| 2005 | Diego Villar Castro             |
| 2006 | Eduardo Espejo Maldonado        |
| 2007 | José Domínguez Hernández        |
| 2008 | Eufrasio Castellano Luque       |
| 2009 | Rafael Cózar Barranco           |
| 2010 | Mª del Carmen Calahorro Cano    |
| 2011 | Francisco Teva Jiménez          |
| 2012 | Manuela Rico Damas              |
| 2013 | Julio Pulido Moulet             |
| 2014 | Virgilio Domínguez García       |